# Bussy (Friburgo)
Bussy é uma comuna da Suíça, localizada no Cantão de Friburgo, com 4.528 habitantes, de acordo com o censo de 2010 . Estende-se por uma área de 10,90 km², de densidade populacional de 421 hab/km². Confina com as seguintes comunas: Cugy, Les Montets, Montbrelloz, Morens, Payerne (VD) e Sévaz.
A língua oficial nesta comuna é o francês.

## Idiomas
De acordo com o censo de 2000, a maioria da população fala francês (97,6%), sendo o alemão a segunda língua mais comum, com 0,8%, e o italiano a terceira, com 0,8%.